# Jean Marabini
Jean Marabini est un historien et écrivain français du XXe siècle. Collaborateur du Monde pendant plusieurs décennies, il publie dans les années 1960, 1970 et 1980.